# 皮尼奧拉鎮區 (北卡羅萊納州埃弗里縣)
皮尼奧拉鎮區（英語：Pineola Township）是位於美國北卡羅萊納州埃弗里縣的一個鎮區。

## 地方資料
皮尼奧拉鎮區的面積為29.00平方千米，皆為陸地。根據2020年美國人口普查的數據，當地共有人口1286人，而人口密度為每平方千米44.34人。